# サンザシの樹の下で
『サンザシの樹の下で』（さんざしのきのしたで、原題：山楂樹之恋）は、2010年の中国映画。チャン・イーモウ監督が『活きる』『初恋のきた道』に次いで3度目の文化大革命を題材とした恋愛映画で、主演はオーディションで7000人の中から選ばれ本作でスクリーンデビューしたチョウ・ドンユィと、若手俳優のショーン・ドウ。原作はエイ・ミーの『山楂樹之戀』。

## あらすじ
都市の高校生である静秋（ジンチュウ）は、文化大革命下の教育の一環として、農村にホームステイする。その村には『英雄の樹』と呼ばれるサンザシの樹があり、抗日戦争に斃れた志士たちの血を受けて、赤い花を咲かせるのだという。だが、すでに散り、次の花を咲かせるには来年まで待たなければならない。
静秋のホームステイした農家には、地質調査隊の一員として村を訪れていた青年：孫建新（スン・ジェンシン）がおり、その家の三男同然という意味から”老三”（三番目の兄の意）と呼ばれていた。孫は共産党の幹部の息子であり、経済的にゆとりがあった。一方の静秋は、父親が労働改造所送りとなり、教師の母親は職場で再教育を受けており、知識階級であるが経済的にも社会的にも余裕は全くなく、母親からは過失無く教師としての職を目指すようきつく言い含められていた。それでも孫は「一生待つ」と誓うのだった。
二人は徐々に心を通わせ、静秋が街に帰った後も、母親の目を盗んではひっそりと会うのだった。やがて、静秋は教師として仮採用が決まったが、立場もあり、休暇中は自ら労働を志願していた。孫は彼女を経済的にも支援しようとするが、ついに静秋の母に見つかり、二人は距離を置くよう説得される。
しかし、ある日、孫が白血病で入院したという噂を聞いた静秋は、病院に駆けつける。ただの検査だと言う孫に寄り添い、3日間一緒に過ごす。その間、同じベッドで寝ても、孫は服越しに彼女に触れる以上のことはしなかった。街に戻った彼女は、親友が妊娠し中絶するのに立ち会う。男の目的は一つ、と言われ、再び孫の病院へ行くが、すでに退院し消息は分からなかった。
しばらく後、教壇に立つ彼女に、突然の連絡が入る。急いで病院に駆けつけるが、孫の病室には家族、親族、党の関係者ら大勢が詰めかけていた。別れを告げるよう促されるまま孫の傍に寄り、彼に必死で話しかける。変わり果てた姿の彼は、わずかに瞳を動かすが、その先にあったのは天井に貼られた二人の思い出の写真だった。
孫の遺骸は、思い出のサンザシの樹の下に葬られ静秋は、その場所が三峡ダムに沈んだ後も毎年その場所を訪れるのだった。サンザシの樹には、赤ではなく白い花が静かに咲いていた。

## キャスト
| 役名                       | 俳優                         | 日本語吹替 |
| -------------------------- | ---------------------------- | ---------- |
| 静秋（ジンチュウ）         | チョウ・ドンユィ（周冬雨）   | 三ツ木勇気 |
| 孫建新（スン・ジェンシン） | ショーン・ドウ（竇驍）       | 高橋広樹   |
| ジンチュウの母             | シー・メイチュアン（奚美娟） | 堀越真己   |
| 村長                       | リー・シュエチェン（李雪健） | 真田五郎   |
| ルオ先生                   | チェン・タイシェン（成泰燊） |            |
| スンの父                   | スン・ハイイン（孫海英）     |            |

## スタッフ
- 監督：チャン・イーモウ（張芸謀）
- 原作：エイ・ミー『山楂樹之戀』
- 脚本：イン・リーチュエン（尹麗川）
- 製作：チャン・ウェイピン（張偉平）、ビル・コン（江志強）
- 撮影：チャオ・シャオティン（趙小丁）